# العلاقات البنينية الطاجيكستانية
العلاقات البنينية الطاجيكستانية هي العلاقات الثنائية التي تجمع بين بنين وطاجيكستان.

## مقارنة بين البلدين
هذه مقارنة عامة ومرجعية للدولتين:
| وجه المقارنة                                              | بنين            | طاجيكستان                          |
| --------------------------------------------------------- | --------------- | ---------------------------------- |
| المساحة (كم2)                                             | 114.76 ألف      | 143.10 ألف                         |
| عدد السكان (نسمة)                                         | 11.18 مليون     | 8.92 مليون                         |
| الكثافة السكانية (ن./كم²)                                 | 97.42           | 62.33                              |
| العاصمة                                                   | بورتو نوفو      | دوشنبه                             |
| اللغة الرسمية                                             | لغة فرنسية      | اللغة الطاجيكية                    |
| العملة                                                    | فرنك غرب أفريقي | ساماني طاجيكي، الروبل الطاجيكستاني |
| الناتج المحلي الإجمالي (بليون دولار)                      | 9.27 مليار      | 7.15 مليار                         |
| الناتج المحلي الإجمالي (تعادل القوة الشرائية) بليون دولار | 22.38 مليار     | 24.03 مليار                        |
| الناتج المحلي الإجمالي الاسمي للفرد دولار أمريكي          | 762             | 925                                |
| الناتج المحلي الإجمالي للفرد دولار أمريكي                 | 2.03 ألف        | 2.69 ألف                           |
| مؤشر التنمية البشرية                                      | 0.480           | 0.624                              |
| رمز المكالمات الدولي                                      | +229            | +992                               |
| رمز الإنترنت                                              | .bj             | .tj                                |
| المنطقة الزمنية                                           | ت ع م+01:00     | ت ع م+05:00                        |

## منظمات دولية مشتركة
يشترك البلدان في عضوية مجموعة من المنظمات الدولية، منها:
| علم المنظمة | اسم المنظمة                        | تاريخ انضمام بنين | تاريخ انضمام طاجيكستان |
| ----------- | ---------------------------------- | ----------------- | ---------------------- |
|             | مؤسسة التنمية الدولية              | 16 سبتمبر 1963    | 4 يونيو 1993           |
|             | مؤسسة التمويل الدولية              | 5 فبراير 1987     | 2 ديسمبر 1994          |
|             | منظمة حظر الأسلحة الكيميائية       | ?                 | ?                      |
|             | الأمم المتحدة                      | 20 سبتمبر 1960    | 2 مارس 1992            |
|             | الاتحاد الدولي للاتصالات           | 1961              | 28 أبريل 1994          |
|             | منظمة التعاون الإسلامي             | ?                 | ?                      |
|             | منظمة الشرطة الجنائية الدولية      | ?                 | ?                      |
|             | الاتحاد البريدي العالمي            | ?                 | ?                      |
|             | البنك الدولي للإنشاء والتعمير      | 10 يوليو 1963     | 4 يونيو 1993           |
|             | وكالة ضمان الاستثمار متعدد الأطراف | 26 سبتمبر 1994    | 9 ديسمبر 2002          |
|             | يونسكو                             | 18 أكتوبر 1960    | 6 أبريل 1993           |